# Fanny Garde
Fanny Susanne Garde, född 20 februari 1855, död 29 april 1928, var en dansk formgivare och keramiker.

## Biografi
Garde föddes i Nørre Løgum som dotter till prästen Peter Christian Garde och Auguste Charlotte Margrethe Lawaetz. Hon reste år 1876 till Köpenhamn för att börja utbilda sig på Tegneskolen för Kvinder. Fram till 1884 var hon elev på skolan, och år 1880 träffade hon den något yngre Effie Hegermann-Lindencrone, som skulle komma att bli en av hennes bästa vänner. Tillsammans åkte de på flera resor till bland annat Medelhavet och de arbetade tillsammans 1885 på Københavns Lervarefabrik i Valby.
År 1886 blev Garde anställd på Bing & Grøndahls Porcelænsfabrik, där även Hegermann-Lindencrone började arbeta. De delade ateljé och fick i uppdrag att rita designen till Hejrestellet. Denna ställdes senare ut på Den nordiske Industri-, Lantbrugs- og Kunstudstilling i Köpenhamn 1888 och blev stor succé. Den ställdes senare ut på Världsutställningen 1889 i Paris och på Världsutställningen 1900 i samma stad. Den blev Bing & Grøndahls Porcelænsfabriks första storsäljare inom undermålning. Fanny Garde fortsatte att arbeta på fabriken fram till sin död.
Fanny Garde var en av de första kvinnorna inom porslinsmåleriet och en av de första kvinnorna som fick lov att utforma nya modeller. Gardes mest kända verk är antagligen Måsen-servisen, som hon designade på 1890-talet.
Garde fick en guldmedalj vid Parisutställningen 1925 och undervisade senare delen av sitt liv på Tegneskolen for Kvinder. Hennes verk finns utställda både på museer i hennes hemland Danmark och i övriga världen.
Fanny Garde avled 1928 i Köpenhamn och är begravd på Solbjerg Parkkirkegård, men hennes gravsten finns ej kvar.